# Krvavac
Krvavac je naselje u dolini Neretve, u sastavu općine Kula Norinska u Dubrovačko-neretvanskoj županiji.

## Zemljopis
Krvavac je najveće naselje općine Kula Norinska. Smješten je na lijevoj obali rijeke Neretve na podnožju istoimenog brda oko 1 km nizvodno od Kule Norinske, te oko 5 km nizvodno od Metkovića. Sastoji se od nekoliko dijelova: Jaruga, Đermiston, Kava, Bara, Luke, Krvavac II. 
Iz naselja se 1981. godine izdvojilo novo naselje, Krvavac II, koje se nalazi na desnoj obali rijeke Neretve.
Svake godine, 16. srpnja mjesto slavi blagdan Gospe Karmelske, zaštitnice mjesta.

## Stanovništvo
Prema popisu iz 2011. godine u Krvavcu obitava 577 žitelja.

### Kretanje broja stanovnika za naselje Krvavac
| broj stanovnika |       |       | 473   | 537   | 636   | 442   | 795   | 916   | 744   | 743   | 739   | 700   | 589   | 508   | 613   | 577   | 417   |
|                 | 1857. | 1869. | 1880. | 1890. | 1900. | 1910. | 1921. | 1931. | 1948. | 1953. | 1961. | 1971. | 1981. | 1991. | 2001. | 2011. | 2021. |

## Kultura
- KUD Župa Bagalović (osnovano 1989.)

## Obrazovanje
Pučka škola u Krvavcu, kao dvadeseta škola metkovskog kotara otvorena je 7. listopada 1922., a redovna je nastava počela 9. listopada. Prva je učiteljica bila Urica Batinović iz Opuzena. Škola danas djeluje kao područna škola Osnovne škole Kula Norinska.

## Župa Gospe Karmelske Bagalović
Župa je nastala rješenjem Ministarstva vjera u Beogradu 5. kolovoza 1921. odcjepljenjem od župe Desne-Bagalovići. Nalazi se na prostoru koji omeđuje stari grad Vratar, s juga rijeka Neretva, sa sjevera rijeka Norin, a na zapadu granica ide istočnim dijelom Desanske doline odakle se padinama Donje gore spušta na Lȕke i rijeku Neretvu. Naziv je dobila po nekada najvećem naselju njena područja te po plemenu Bagalović koje ga je nastanjivalo. U 20. stoljeću, posebno između dva svjetska rata, naziv župe i sela upotrebljavao se u množini - Bagalovići. U župi aktivno djeluju pučki pjevači, mješoviti zbor, žudije i apostoli te ministranti.

### Popis župnika
- Don Josip Carev (1921. – 1924.)
- Don Mirko Bašić (1924. – 1928.)
- Don Vice Sisarić (1928. – 1941.)
- Don Petar Bašić (1941. – 1951.)
- Don Mijo Vrdoljak (1951. – 1970.)
- Don Špiro Vuković (1970. – 1975.)
- Don Jozo Varvodić (1975. – 1989.)
- Don Stipe Barišić (1989. – 1998.)
- Don Zrinko Brković (1998. – 2005.)
- Don Nikola Bodrožić (2005. – 2011.)
- Don Augustin Radović (2011. – 2019.)
- Don Damir Bistrić (2019. -

### Svećenici ređeni u župi
- fra Ante Bagalović (kraj 16. ili početak 17. st. - 1660.)
- fra Bono Bagalović (polovica 17. st. - 1716.)
- fra Ante Drušković (polovica 17. st. - 1722.)
- don Luka Gnječ (8. listopada 1803. - 21. svibnja 1879.)
- don Stjepan Gnječ (1. kolovoza 1936. - 4. lipnja 2013.)
- fra Frane Jelavić (oko 1673. - 1748.)
- fra Jure Jelavić (1698. - 19. listopada 1748.)
- fra Mijo Jelavić st. (početak 17. st. - 1676.)
- don Stjepan Jeličić (3. kolovoza 1800. - 2. kolovoza 1850.)
- fra Ante Jerković (7. ožujka 1795. - 4. studenoga 1849.)
- don Darko Jerković (16. lipnja 1966. - )
- don Radovan Jerković (15. rujna 1900. - 14. kolovoza 1950.)
- fra Frane Momić (polovica 17. st. - ?)
- don Šimun Tomić-Romić (12. veljače 1794. - ?)
- fra Mijo Vuičić (1700. - 10. veljače 1760.)

Napomena: popisi župnika i zaređenih svećenika preuzeti su sa stranice Župe Gospe Karmelske 26. srpnja 2020.

## Sakralni objekti
| Crkva Gospe od Karmela |  | Crkva Gospe od Karmela |
| Crkva Gospe od Karmela |  | Crkva Svetog Martina   |

### Župna crkva Gospe od Karmela
Crkva duga 20,7 i široka 8 metara sagrađena je na Bagaloviću 1865. na mjestu starije kapele podignute oko 1790. Gradnju su financirali župljani te dalmatinska vlada u Zadru. Sagrađena je od nepravilno klesanog i naknadno ožbukanog kamena. Za vrijeme župnika don Mirka Bašića 1926. je podignut zvonik na preslicu za tri zvona. Crkva je imala glavni kameni i mramorni oltar te dva pokrajna drvena koja su uklonjena za vrijeme župnika don Špirka Vukovića, kako bi crkva dobila više prostora. Obnovljena je 1991. za vrijeme župnika don Stjepana Barišića. Za vrijeme župnika don Zrinka Brkovića crkva je 2003. je novi izgled, uređen je crkveni i okoliš groblja, a ispred crkve je podignut trijem s oltarom za slavljenje sv. misa za većih skupova.

### Crkva Svetog Martina iz Poresa, dominikanca
Crkva duga 10, a široka 6,15 metara nalazi se na mjestu nekadašnje crkvene konobe koju je 1953. preuredio župnik don Mijo Vrdoljak. Župnik Barišić je 1997. podigao zvonik, te je na krov postavljena betonska ploča s crijepom čime je crkva dobila novi izgled.

## Šport
- NK Maestral (1979.)
- BK Krvavac (2004.)

- Lađarske udruge: 
  - KUU Lađari, Krvavac
  - UL Krvavac II, Krvavac II
  - UL Gospa Karmelska, Krvavac
  - KUU Oba Krvavca, Krvavac

## Vanjske poveznice
- krvavac.hr